# Draba kluanei
Draba kluanei là một loài thực vật có hoa trong họ Cải. Loài này được G.A.Mulligan mô tả khoa học đầu tiên năm 1979.